# Temelucha thoracica
Temelucha thoracica là một loài tò vò trong họ Ichneumonidae.